# Philodila astyanor
Philodila là một chi bướm đêm thuộc họ Sphingidae, chỉ gồm một loài Philodila astyanor, được tìm thấy ở quần đảo Society.
Nó tương tự như Gnathothlibus nhưng phân biệt được ở chỗ không có màu vàgn hoặc cam ở trên cánh sau.